# Zdzisław Styczeń
Zdzisław Witold Styczeń (Przemyśl, 16 oktober 1894 – Krakau, 20 december 1978) was een Pools voetballer. Hij speelde het grootste deel van zijn carrière voor Cracovia Kraków, maar beëindigde deze bij Wisła Kraków.
Styczeń speelde 5 wedstrijden voor het Pools voetbalelftal. Hij maakte zijn debuut voor dit elftal tijdens de eerste officiële wedstrijd voor het land. Deze vond plaats op 18 december 1921 tegen Hongarije. Hij maakte tevens deel uit van de Poolse selectie voor de Olympische Zomerspelen 1924, waar Polen na een 5-0 nederlaag tegen Hongarije al na de eerste ronde uitgeschakeld was.